# Robert Weismann

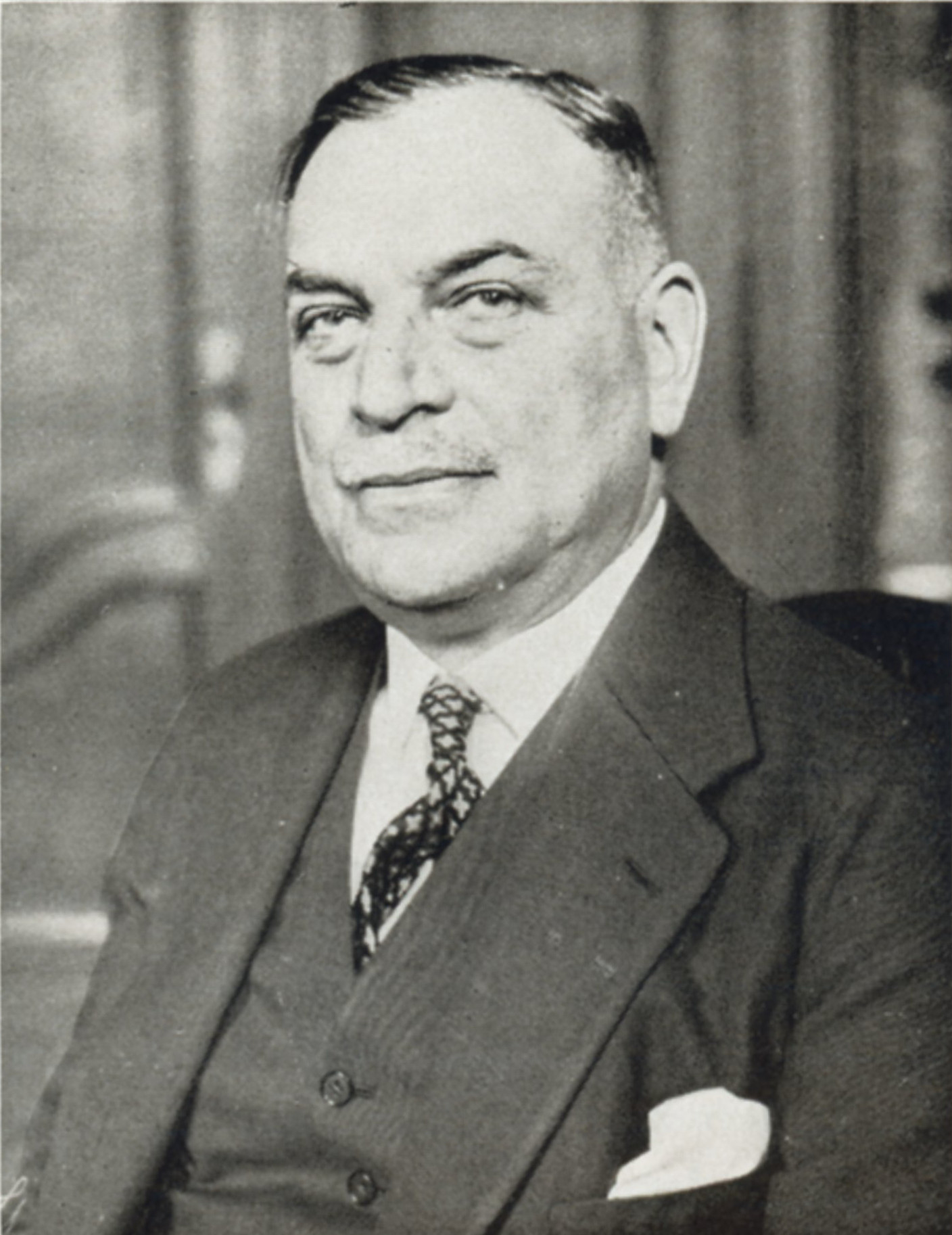
Robert Weismann, um 1931

Robert Weismann (geboren 3. Juni 1869 in Frankfurt am Main  als Robert Leopold Weissmann, gestorben 2. Februar 1942 in New York) war ein deutscher Jurist und preußischer Beamter. Er war 4 Jahre Staatskommissar und 9 Jahre Staatssekretär im preußischen Staatsministerium, ehe er in der Zeit des Nationalsozialismus emigrieren musste. Weismann gehörte zu den 33 Deutschen, die auf der ersten Ausbürgerungsliste vom 23. August 1933 standen.

## Leben

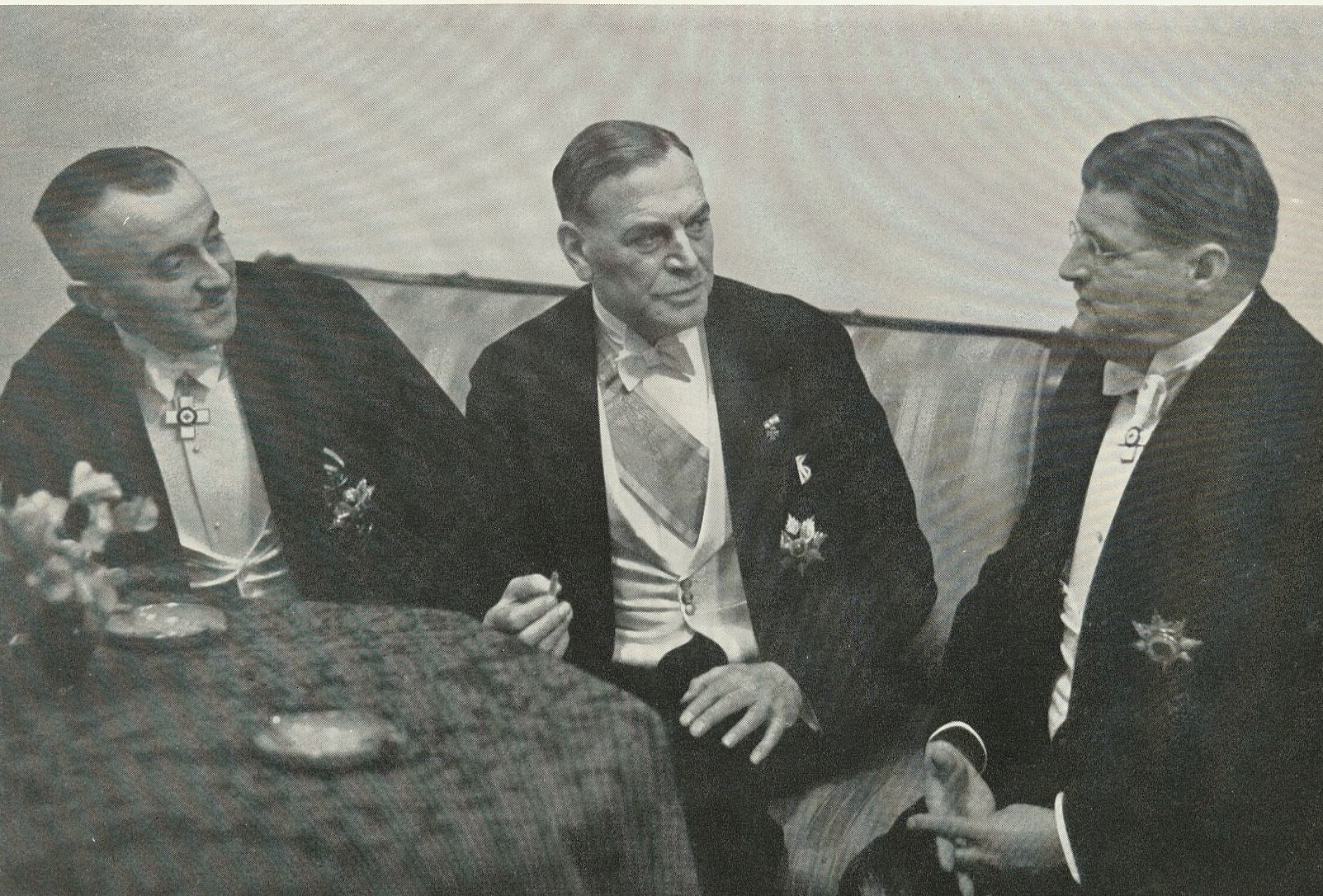
Hermann Pünder, Robert Weismann, Otto Meissner

Robert Weismann besuchte das Gymnasium in Karlsruhe, legte hier sein Abitur ab und studierte anschließend an den Universitäten Berlin und Heidelberg Rechtswissenschaften. In Berlin wurde er Mitglied des Corps Normannia. 1891 legte er das erste Staatsexamen ab. Das Referendariat absolvierte er in Frankfurt am Main und wurde in Heidelberg zum Dr. jur. promoviert. 1894 legte er das zweite Staatsexamen ab und war zunächst in Wiesbaden tätig, ehe er 1903 Staatsanwalt in Duisburg wurde. Im Jahr 1908 wechselte Weismann zum Landgericht Berlin I. Hier wurde er 1910 zum Staatsanwaltschaftsrat ernannt. Politisch gehörte Weismann der Zentrumspartei an.
Nach der Novemberrevolution war Robert Weismann erster Staatsanwalt und Oberstaatsanwalt sowie Leiter der Politischen Abteilung der Staatsanwaltschaft I in Berlin. Als aber am 25. März 1920 der Preußische Staatskommissar für die öffentliche Ordnung Herbert von Berger (1881–1965) wegen des Versagens während des Kapp-Putsches des Amtes enthoben wurde, übernahm Robert Weismann, zunächst kommissarisch, als Staatskommissar die Verfassungsschutzbehörde. Diese Einrichtung war im August 1919 durch einen Beschluss des Preußischen Staatsministeriums gebildet worden. Ihre Aufgabe bestand darin, mit nachrichtendienstlichen Mitteln, unter Hinzuziehung der Berichterstattungen aus den 12 Nachrichtenstellen der Provinzen, Informationen zum Schutz der verfassungsmäßigen Ordnung im gesamten Gebiet der Weimarer Republik zu sammeln und auszuwerten. Das betraf die Aktivitäten zur Störung der öffentlichen Ruhe und Ordnung, wirtschaftliche Sabotage sowie gegen die Verfassung gerichtete Aufwiegelung der Bevölkerung. Der Makel dieser Behörde bestand jedoch von Anfang an darin, dass es keine Reichsbehörde war, aber ihre Aufgabenstellungen darauf ausgerichtet wurden, den Verfassungsschutz in allen Teilen der Weimarer Republik zu leisten. Relativ schnell stellte sich heraus, dass es so nicht funktionieren konnte. Den Ländern war die dominierende Rolle Preußens suspekt und die Reichsregierung bemängelte den fehlenden Einfluss des Reiches auf die Arbeit des preußischen Staatskommissars. Bereits um den Jahreswechsel von 1919/1920 bemühte sich der persönliche Referent des Reichsministers Matthias Erzberger (1875–1921), Heinrich Hemmer (1886–1942) um Schritte zum Ausbau der Landesbehörde in eine Institution der Weimarer Republik. Am 14. Februar 1920 lag dazu auch eine Kabinettsvorlage zur Überwindung der Länderebene auf dem Tisch. Deshalb drängte auch Weismann selbst, bereits wenige Tage nach der Amtsübernahme in einem Schreiben vom 2. April 1920 auf eine Umwandlung des Preußischen Staatskommissariats in eine Reichsbehörde. Bei einem solchen Schritt signalisierte er Bereitschaft, sich selbst von seinem Amt wieder zurückzuziehen. Diesem Vorschlag stimmte der Reichsrat jedoch nicht zu, sondern gründete am 10. April 1920 eine eigene Reichsbehörde für den Verfassungsschutz, das Reichskommissariat für öffentliche Ordnung mit der Betonung, dass für die preußischen Interessen der preußische Staatskommissar zuständig bleibt. Als Reichskommissar wurde Oberst a. D. Hermann Emil Kuenzer (1872–1946) mit sofortiger Wirkung eingesetzt. Zeitnah wurde Weismanns kommissarische Beauftragung in eine Reguläre umgewandelt und er legte bereits in diesen Tagen die ersten Berichte vor. Diese betrafen die Einschätzung der kommunistischen Bewegung, die erfolgte Verhaftung von Max Hoelz (1889–1933) sowie die sicherheitspolitische Bewertung der Lage nach dem Kapp-Putsch.
Robert Weismann gelang es, den Auftrag und die damit erforderliche regelmäßige Berichterstattung des Staatskommissariats an die Reichsregierung, einzelne Ministerien und auch Polizeidienststellen, trotz anhaltend schwieriger politischer Lage, zügig und wirksam umzusetzen. So gingen wöchentliche Lageberichte an die Reichskanzlei, die Staatskanzlei des Landes Preußen sowie das Außenministerium und zu außergewöhnlichen Ereignissen oder Wahrnehmungen erfolgten telefonische Kurzinformationen und bei Erfordernis ein schriftlicher Bericht an die betreffende Stelle. Die Schwerpunkte der Informationsbeschaffung bezogen sich in erster Linie auf die Linksbewegung um die KPD und die USPD, die Aktivitäten aus Sowjetrussland, weniger in die Richtung der rechten Kräfte, da zu dieser Zeit die Rechtsbewegung noch stark zersplittert war. Erst ab 1922 wurden auch Rechtsextremistische Kreise regelmäßiger Gegenstand in den wöchentlichen Lageberichten. Darüber hinaus war Robert Weismann themenbezogen Teilnehmer an den Kabinettsitzungen und ausgewählten Chefbesprechungen auf der Reichsebene, wo Fragen der öffentlichen Ordnung oder politischer Gewalttätigkeiten auf der Tagesordnung standen. Er nahm an den internationalen Konferenzen in London (1921) und der Genua (1922) teil.
Doch immer wieder gab es Vorstöße, den bestehenden Zustand, dass es nunmehr zwei parallel arbeitende Verfassungsschutzinstitutionen gab, zu verändern. Das wurde sowohl in Kabinettsitzungen, Kritiken an der Arbeitsweise, offen ausgetragenen Kompetenzstreitigkeiten zwischen dem RKO und dem PrStKom bis hin zu persönlichen Angriffen auf die Person von Robert Weismann deutlich. Ganz besonders traten hier das Land Bayern und zunehmend rechtsgerichtete Kreise mit immer offeneren Attacken auf die Person Weismann’s in Erscheinung. Aber auch zwischen beiden Institutionen selbst wurden mehrfach Auseinandersetzungen geführt, die im Endeffekt bis zu solchen Grundsatzentscheidungen wie 1921 führten, dass sich Weismann als preußischer Staatskommissar nur auf das Land Preußen zu beschränken, bei Kontakten ins Ausland erst die Zustimmungen des RKO einzuholen habe und nur bei Gefahr im Verzug ihm eine direkte Zusammenarbeit mit Reichsbehörden gestattet war. Auch die Folgejahre waren davon gekennzeichnet, die Kompetenzen des Staatskommissars immer weiter einzuschränken, obwohl die Qualität der Berichterstattung zu solchen Ereignissen wie der Ermordung Matthias Erzbergers 1921, der Ermordung Walter Rathenaus 1922, eines geplanten Giftanschlages auf Philipp Scheidemann oder der Erhebungen 1923 in Hamburg, in Halle, des Putschversuches in München mit aussagekräftigen Details zu Ursachen und Hintermännern erfolgte. Aber schon 1923 traten in der Behörde Veränderungen ein, die bereits auf das Ende des Staatskommissariats hindeutende. Die offizielle Auflösung des preußischen „Staatskommissariats zum Schutz der öffentlichen Ordnung“ erfolgte dann zum 1. April 1924. Die Aufgabenbereiche, einzelne Mitarbeiter und geführte Quellen gingen zur Abteilung I A (Politische Polizei) des Polizeipräsidiums Berlin, andere wechselten zur Nachrichtenabteilung das Auswärtigen Amtes. Von da an war im Land Preußen die Polizeibehörde für den nachrichtendienstlichen Staatsschutz verantwortlich.
Bereits am 15. April 1923 war Robert Weismann zum kommissarischen Staatssekretär im preußischen Staatsministerium berufen worden. Kurze Zeit später erfolgte seine reguläre Ernennung. Damit war Weismann ab 1923 stellvertretender Bevollmächtigter Preußens beim Reichsrat. In dieser Funktion nahm er an der Konferenz in Locarno (1925) teil. Er war enger Berater des Ministerpräsidenten Otto Braun. Dieser schätzte Weismann als ergiebige Informationsquelle und geschickten Diplomaten. Der enge Kontakt Weismann zu den einzelnen Reichsregierungen, zu Reichs- und Landesminister blieb aufrecht. Weiterhin nahm er an zahlreichen Sitzungen des Reichskabinetts, der Reichsminister und der Preußischen Regierung teil. Auch auf privater Ebene wurde der Kontakt gepflegt. Hermann Pünder berichtete, dass er zusammen mit Weismann und Otto Meissner vom Reichspräsidialamt den „Club der Staatssekretäre“ gebildet hatte, eine Gruppe, die „wie Pech und Schwefel“ zusammenhielt und sich in ungezwungener Atmosphäre in einer Bierkneipe traf, um schwierige Probleme informell vorzuklären.
Anfang 1932 strengte Robert Weismann einen Zivilprozess gegen den Mosse Verlag Berlin und dessen Generalbevollmächtigten Ernst Lachmann-Mosse (1885–1944) an. Diesen Umstand und die dabei bekannt gewordenen Interna nutzte die NSDAP, eine gegen Weismann angelegte Hetzkampagne, mit zum Teil Morddrohungen, in Gang zu setzen. Die dabei über die nationalsozialistischen Medien und auch über Einzelpersonen erfolgten persönlichen Angriffe führten dazu, dass Robert Weismann im Juli 1932 kapitulierte. Um aus der Schusslinie dieser Hetzkampagne zu kommen, schrieb er in einem Brief vom 7. Juli 1932 an Kurt von Schleicher, dass er sich mit sofortiger Wirkung zur Kur nach Karlsbad begeben werde. Verschärfend kam außerdem noch der desolate politische Zustand innerhalb der Regierungen Heinrich Brünings, Franz von Papens, die Absetzung der Preußischen Regierung unter Otto Braun im Juni 1932 und die staatsstreichartige Aktion Franz von Papens, der sich zum Reichskommissar Preußens ernennen ließ, dazu. Unklar ist jedoch, weshalb Franz von Papen für den schon beschlossenen Preußenschlag als mögliche ausführende Kraft an Robert Weismann dachte. Dieser lehnte ab, unter anderem weil er nicht bereit war, wie gefordert, Albert Grzesinski und Wilhelm Abegg aus ihren Ämtern zu entlassen. Da auch für Staatssekretär Robert Weismann in der neuen Preußischen Kommissarsregierung keine Amt vorgesehen war, hatte man ihn kurzfristig zum Mitglied des Reichsdisziplinarhofes in Leipzig ernannt. Er blieb bis zum 31. Oktober 1932 beurlaubt und wurde, seinem eigenen Antrag zufolge, mit Wirkung vom 1. November 1932 in den gesetzlichen Ruhestand entlassen.
Kurz nach der nationalsozialistischen Machtergreifung Anfang 1933 verließ Robert Weismann im März Deutschland. Er gehörte zu den 33 Deutschen, die auf der vom 23. August 1933 gezeichneten und am 25. veröffentlichten ersten Ausbürgerungsliste der Nationalsozialisten stand. Zunächst emigrierte er in die Tschechoslowakei, ging später über die Schweiz und Frankreich in die USA. Bereits im August 1933 wurde ihm die deutsche Staatsangehörigkeit aberkannt. Weismann, der darauf hinwies, dass er vier Jahrzehnte „in Treue Preußen und dem Reich“ gedient und für die „Größe des Vaterlandes und die Wiederherstellung der Freiheit“ gekämpft hätte, fühlte sich davon in seiner Ehre tief gekränkt.

## Familie

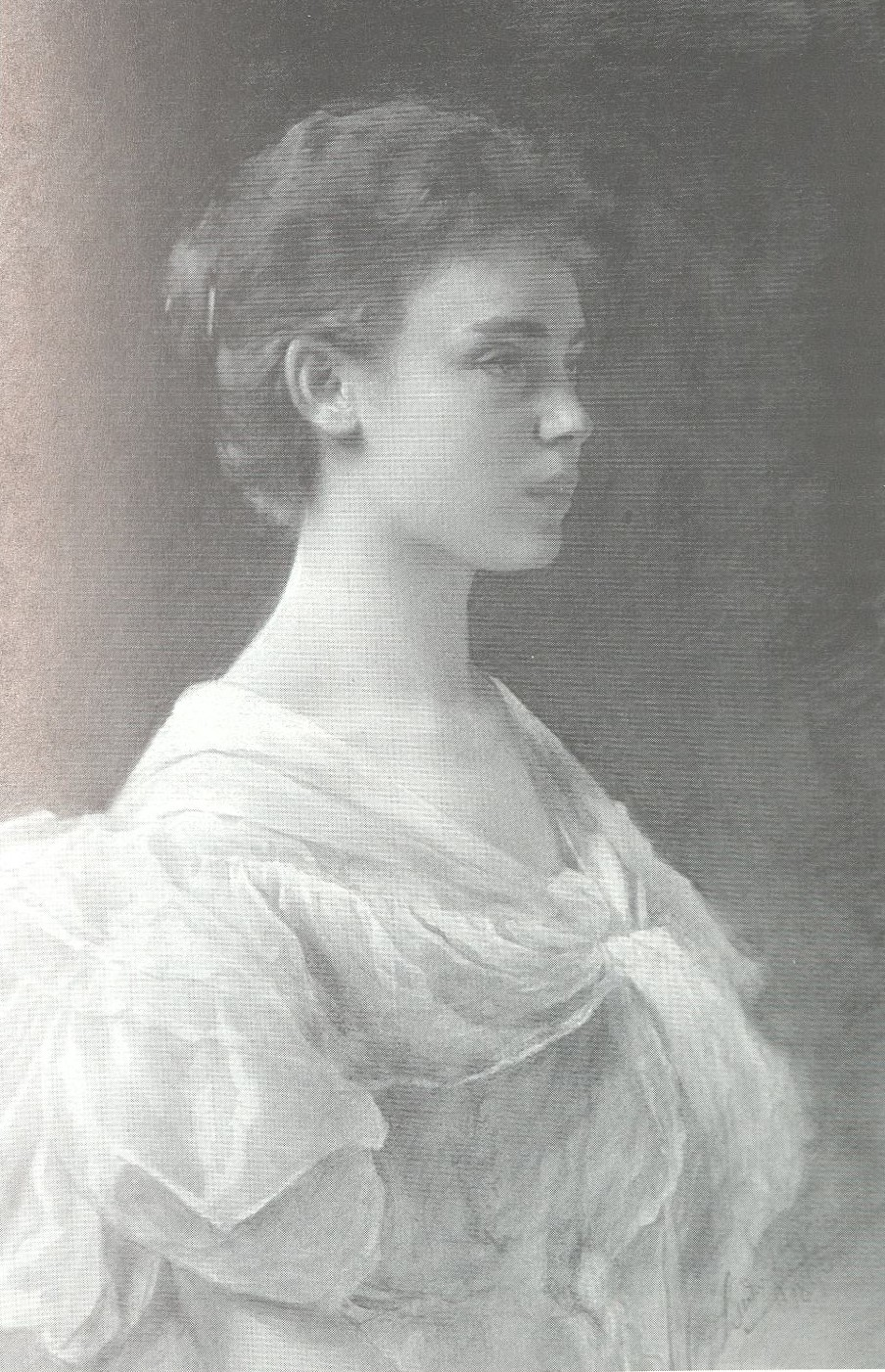
Ludwig Passini: Gertrude Reichenheim (1896)

Robert Weismann war verheiratet mit Gertrud Reichenheim, geboren am 22. März 1877 in Berlin, verstorben nach 1950. Aus der Ehe gingen 3 Kinder hervor: die Tochter Julia Anna, geboren am 28. August 1898, der ältere Sohn Dietrich (genannt Diez), geboren am 22. April 1900 und der jüngere Sohn Gert (genannt Nucki), geboren am 9. Juni 1903; alle Kinder wurden in Wiesbaden geboren.
Julia wurde Komponistin und im April 1920 die zweite Ehefrau Alfred Kerrs, damit war Robert Weismann der Großvater von Michael Kerr und Judith Kerr.
Diez Weismann (verstorben am 25. Oktober 1982 in Stamford, USA) wurde Violinvirtuose und Lehrer am Stern’schen Konservatorium, nach der Emigration in die USA arbeitete er als Konzertmeister des Kammerorchesters des Senders WQXR.
Gert Weismann (später Whitman, verstorben am 1. Oktober 1970 in New York) wurde Bankier.
Robert Weismann verstarb am 2. Februar 1942 in New York.